# Zenon Kitijski
Zenon Kitijski (oko 336. – oko 264. pr. Kr.), grčko-feničanski filozof iz Kitija na Cipru, osnivač stoicizma.
Smatra se osnivateljem stoičke škole. Tražeći autentičan misaoni iskaz dugo proučavao dostupna djela i pretrpio mnoštvo utjecaja, poglavito kiničkih prvaka. Oko 300. pr. Kr. osnovao vlastitu filozofsku školu.

## Životopis
Zenon je rođen u gradu Kitiju na Cipru. Otac mu je bio trgovac. Godine 315. otputovao je u Atenu, doživjevši usput brodolom. U Ateni je bio učenik tada poznatih filozofa Krata (Kratesa), Stilpona, Ksenokrata i Polemona. Oko godine 300. osnovao je vlastitu filozofsku školu, koja je dobila ime stoička škola. Ime potječe od činjenice da je Zenon podučavao u dvorani s ukrašenim zidovima (grčki: "stoa poikile"). Zenon je završio život samoubojstvom.

## Filozofska misao
Zenon je, po svemu sudeći, bio vrlo plodan autor filozofskih spisa, no danas su od njih sačuvani tek fragmenti. Svoju je filozofiju podijelio na logiku, fiziku i etiku. Njegova stoička filozofija bila je pod očitim utjecajem kiničke filozofije te velikim dijelom i Heraklita. Njegova je originalna filozofska zamisao ona o idealnom čovjeku, filozofu, čiju postojanost i unutarnji mir ne mogu pomutiti nikakvi vanjski negativni utjecaji. 
Zenon je smatrao kako su strasti iznimno štetne za čovjeka. Dapače, on je afekte definirao kao protuprirodno kretanje duše, pretjeranu težnju, pa čak i bolest duše. Po njemu, postoje četiri osnovne strasti: tuga i zadovoljstvo (ove dvije strasti postoje u sadašnjosti), te strah i žudnja (okrenute su ka budućnosti). Zenon je čak i samilost označio kao bolest duše. Filozof, odnosno mudrac, za razliku od glupana, ne osjeća uživanje, već radost. Njegovu volju u potpunosti kontrolira i usmjerava razum, koji je jedini koji može uspostaviti granice afekata. Zenon je smatrao da je gradnja hramova besmislena, jer veličajnost bogova nije moguće obuhvatiti ljudskim djelima. S tim u skladu, Zenonovi stoici ismijavali su predodžbe o Elizejskim poljima ili o Hadu (odnosno, predodžbe o raju i paklu), a također nisu vjerovali ni u besmrtnost pojedinca.

## Djela
Od njegovih djela sačuvani su samo fragmenti.

## Vanjske poveznice
|  | Zajednički poslužitelj ima još gradiva o temi Zenon Kitijski |